# ضغط جرمي

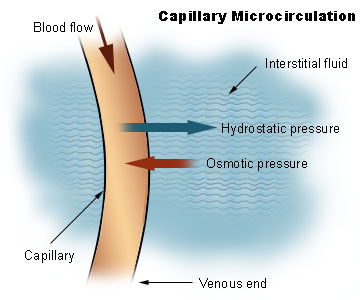

الضغط الجرمي، أو الضغط التناضحي الغرواني، أو «الضغط الإسموزي الغروي» (بالإنجليزية: Oncotic pressure)‏، هو أحد أشكال الضغط التناضحي الذي تبذله البروتينات في بلازما الأوعية الدموية (الدم/السائل) التي تميل عادةً لسحب الماء إلى داخل الدورة الدموية. وهي القوة المضادة للضغط الهيدروستاتيكي.
في جميع أنحاء الجسم، يوجد للمركبات الذائبة ضغط تناضحي. بسبب عدم قدرة بروتينات البلازما الكبيرة على الانتقال بسهولة عبر جدران الشعيرات الدموية، لذلك فإن تأثيرها على الضغط التناضحي للسطح الداخلي للشعيرات الدموية يوازن- إلى حد ما- ميل السائل إلى التسرب إلى خارج الشعيرات الدموية. وبعبارة أخرى، فإن الضغط الجرمي يميل إلى سحب السوائل إلى داخل الشعيرات الدموية. في الحالات التي تنخفض فيها بروتينات البلازما، بسبب فقدانها على سبيل المثال في البول (البيلة البروتينية) أو بسبب سوء التغذية، يكون هناك انخفاض في الضغط الجرمي وزيادة في الترشيح عبر الشعرية، مما يؤدي إلى تراكم السوائل الزائدة في الأنسجة (الوذمة).
تنشأ الغالبية العظمى من الضغط الجرمي في الشعيرات الدموية بسبب وجود كمياتٍ كبيرة من الزلال الذي يشكل حوالي 80٪ من إجمالي الضغط الجرمي التي تؤثر به بلازما الدم على السائل الخلالي. ويقدر إجمالي الضغط الجرمي للشعيرة العادية حوالي 28 مليمتر زئبق في الوقت الذي يساهم الزلال فيه بحوالي 22 مليمتر زئبق من هذا الضغط الجرمي. ولأن بروتينات الدم لا يمكنها العبور خلال بطانة الشعيرة، فإن الضغط الجرمي لبطانة الشعرية يميل إلى سحب المياه إلى داخل الأوعية.
ويتم تمثيل الضغط الجرمي بالرمز ط (رياضيات) في معادلة ستارلينغ وغيرها.
في التجهيزات السريرية، يوجد نوعان من السوائل التي تستخدم للحقن في الوريد: البلورانيات والغرونيات. البلورانيات هي محلول مائي من الأملاح المعدنية أو غيرها من الجزيئيات القابلة للذوبان في الماء. أما الغرونيات فتحتوي على جزيئات أكبر غير قابلة للذوبان، مثل الجيلاتين؛ بل إن الدم نفسه من الغرونيات.

## وصلات خارجية
- Overview at physioweb.med.uvm.edu
- Overview at cvphysiology.com